# 달강어

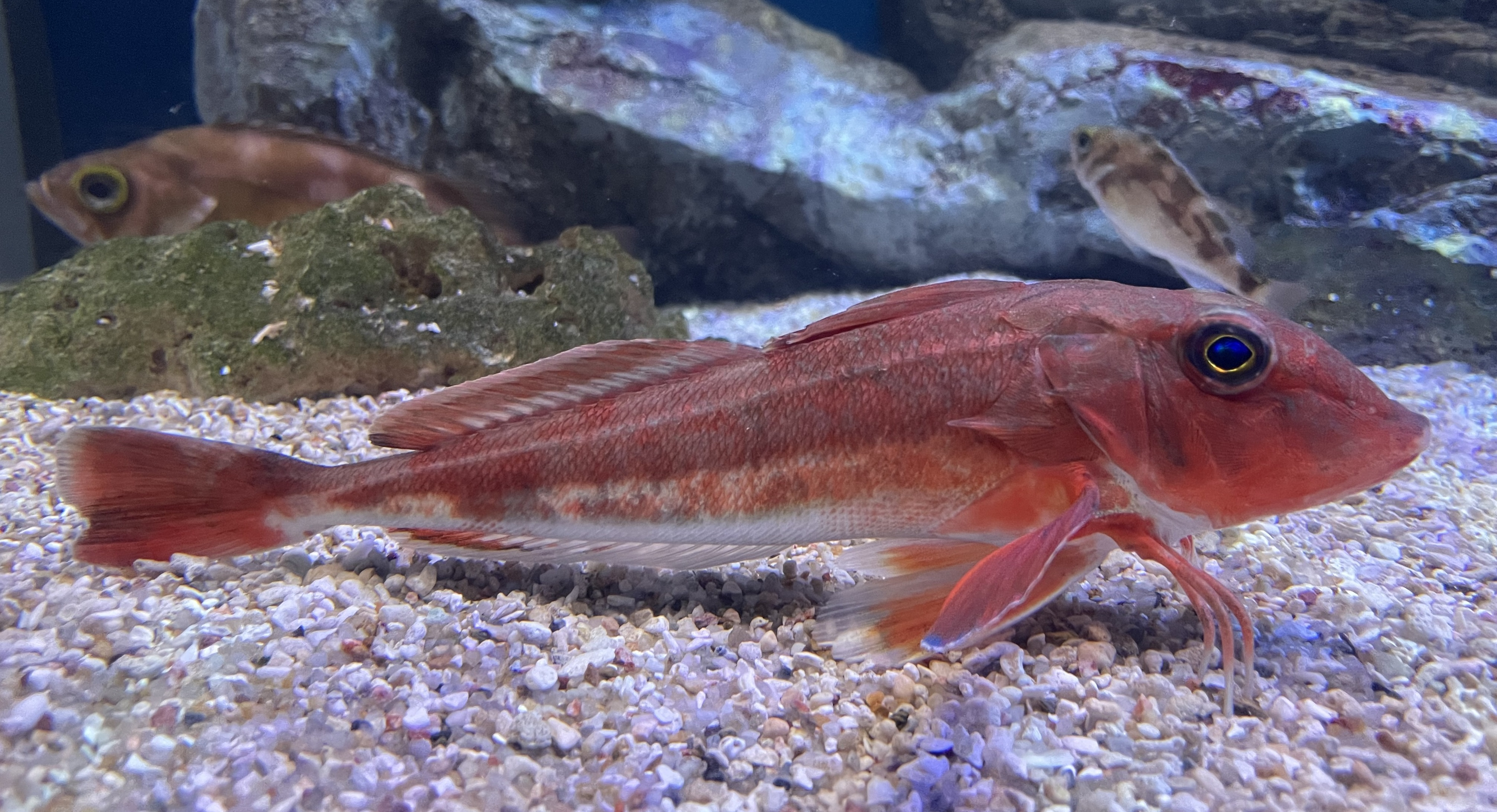

달강어(Lepidotrigla microptera)는 양성대과의 한 종이며, 마대라고도 한다. 전체적인 생김새는 성대와 닮았으며, 성대와 마찬가지로 식용으로 이용된다. 서해 남부, 일본 근해, 남중국해 등에 분포한다.